# Триптеригиум
Триптеригиум, или Трехкрыльник (лат. Tripterygium) — род цветковых растений семейства Бересклетовые (Celastraceae).
Природный ареал лежит в восточной Азии (Япония, Китай и Корея)

## Ботаническое описание
Является мощной деревянистой лианой, имеет высоту до 6 м. Декоративно цветущее и декоративно-лиственное растение.

## Виды
Род включает в себя следующие виды:
- Tripterygium doianum Ohwi
- Tripterygium hypoglaucum (H.Lév.) Hutch.
- Tripterygium regelii Sprague & Takeda — Триптеригиум Регеля
- Tripterygium wilfordii Hook.f.